# В тишината на степта
„В тишината на степта“ (на руски: В степной тиши) е съветски филм от 1959 година, заснет от Мосфилм по мотиви от повестта на Галина Николаева „Повест за директора на МТС и агронома“.

## Сюжет
Пристигането на новия агроном в машинно-тракторна станция (МТС) в Журавинск се очаква с голямо нетърпение. Директора Чаликов (Едуард Изотов), главния инженер Фарзанов (Михаил Кузнецов) и партийния организатор Фьодор Михайлович (Владислав Баладин) се отправят към гарата в Степная за да го посрещнат. За него те не знаят почти нищо. Пристига с репутацията на отличник, завършил Селскостопанската академия в столицата. Затова го и посрещат подобаващо. На гарата влакът се задържа за не повече от минута. Новия агроном така и не пристига. Разочаровани посрещачите тръгват към колата, когато зад гърбовете си дочуват тънък женски глас. Обръщат се и виждат крехко момиче със смешни плитки. Оказва се, че тя е човека когото очакват.
Чаликов е убеден, че пристигането на новия агроном Ковшова (Нина Гуляева) няма да промени нищо. Той, както преди, мисли малко и по-често се съгласява с мнението на Фарзанов. Преди пристигането на агронома работата тече спокойно и плана е изпълняван по някакъв начин. В един момент, след идването на Ковшова, всички загубват спокойствието си. Тя открива нередности навсякъде. Често машините на МТС излизат да обработват колхозните поля технически неизправни. В продължение на години ръководителите на МТС са принуждавали съседния Зареченски колхоз да сее зърното си върху камениста земя, а плодородната почва е оставала необработена. По цели дни Ковшова обикаля полята и се съветва с колхозниците. Тя заявява на Чаликов и Фарзанов, че трябва да обработват земята правилно или да предадат машините на колхозите.
Всичко щеше да си остане постарому, ако не беше настойчивостта на агронома. Настя Ковшова разказва за недостатъците в работата на МТС на секретаря на областния комитет на партията. Той пристига на място и след това всичко се променя. Фарзанов завинаги напуска МТС, Чаликов го отзовават в Москва. При завръщането си, той се страхува, че Настя не му е простила от предишната им среща, но като вижда тичащата по перона на гарата, държейки в ръка букет от полски цветя, девойка, разбира, че тя го очаква.

## В ролите
- Нина Гуляева като Настя Ковшова
- Едуард Изотов като Чаликов
- Михаил Кузнецов като Фарзанов
- Владислав Баладин като Фьодор Михайлович
- Всеволод Санаев като Фьодор Ветров
- Евгения Козийрева като Варвара
- Анатолий Кубацкий като Силантий
- Александър Гречаний като Игнат Игнатович
- Вера Петрова като Линочка
- Валентина Березуцкая като Олюха
- Николай Сморчков като Венка
- Галина Степанова като Клавдия Ивановна